# Thecla regina
Thecla regina är en fjärilsart som beskrevs av Butler 1881. Thecla regina ingår i släktet Thecla och familjen juvelvingar. Inga underarter finns listade i Catalogue of Life.